# 네트워크 침입 탐지 시스템
네트워크 침입 탐지 시스템(영어: Network Intrusion Detection System, NIDS)은 네트워크 트래픽을 감시하여 서비스 거부 공격(DoS 공격), 포트 스캔, 컴퓨터를 크랙하려는 시도 등과 같은 악의적인 동작들을 탐지하는 시스템이다.
이를 위해 NIDS는 모든 수신 패킷을 읽고 의심스러운 패턴을 찾는다. 예를 들어, 매우 많은 수의 TCP 연결 요청이 다양한 다른 포트를 사용하여 연결하려는 것을 발견했다면, 누군가가 포트 스캔을 시도하고 있다고 추측할 수 있다. 또한 (대부분의 경우) 침입 탐지 시스템에서 하는 것과 같은 수신되는 셸코드를 찾는 작업도 한다.
NIDS가 네트워크의 수신 트래픽만 검사하도록 제한되는 것은 아니다. 때때로 현재 진행 중인 침입에 대한 유효한 정보는 나가는 트래픽 또는 지역 트래픽에서도 얻어진다. 어떤 공격은 감시되는 네트워크 또는 네트워크 세그먼트 안에 존재하면서 시도될 수 있는데, 이런 공격은 수신 트래픽이 아니다.
네트워크 침임 탐지 시스템은 종종 다른 시스템과 협동하여 동작한다. 예를 들어 크래커에 의해 사용된 컴퓨터의 IP 리스트를 방화벽의 블랙리스트에 업데이트하기도 한다.

## 같이 보기
- 침입 탐지 시스템
- 호스트 기반 침입 탐지 시스템